# Hamaide (Belgique)
Pour les articles homonymes, voir Hamaide.
Hamaide est un hameau de la commune belge de Libin située en Région wallonne dans la province de Luxembourg. Avant la fusion des communes de 1977, il faisait partie de la commune de Redu.

## Géographie
Contigu au côté nord-est du village de Redu, Hamaide est traversé par la route nationale 40, à mi-chemin entre Libin et Wellin.